# Тодоровци (община Каменица)
Вижте пояснителната страница за други значения на Тодоровци.
Тодоровци (на македонска литературна норма: Тодоровци) е село в Северна Македония, в община Каменица (Македонска Каменица).

## География
Селото е разположено в областта Осоговия.

## История
В края на XIX век Тодоровци е българско село в Малешевска каза на Османската империя. Според статистиката на Васил Кънчов („Македония. Етнография и статистика“) от 1900 година Тодоровци е населявано от 120 жители българи християни.
Цялото християнско население на селото е под върховенството на Българската екзархия. По данни на секретаря на екзархията Димитър Мишев („La Macédoine et sa Population Chrétienne“) в 1905 година в Тодоровца има 64 българи екзархисти.
Според преброяването от 2002 година в Тодоровци живеят 235 жители, всички македонци.

## Личности
Починали в Тодоровци
- Найден Кънев, български военен деец, старши подофицер, загинал през Междусъюзническа война[4]
- Никола Ст. Новоселски, македоно-одрински опълченец, 15-та щипска дружина, загинал през Междусъюзническа война[5]
- Тасе Христов Попевстратиев, български военен деец, старши подофицер, загинал през Междусъюзническа война[6]